# Zwervers (roman)

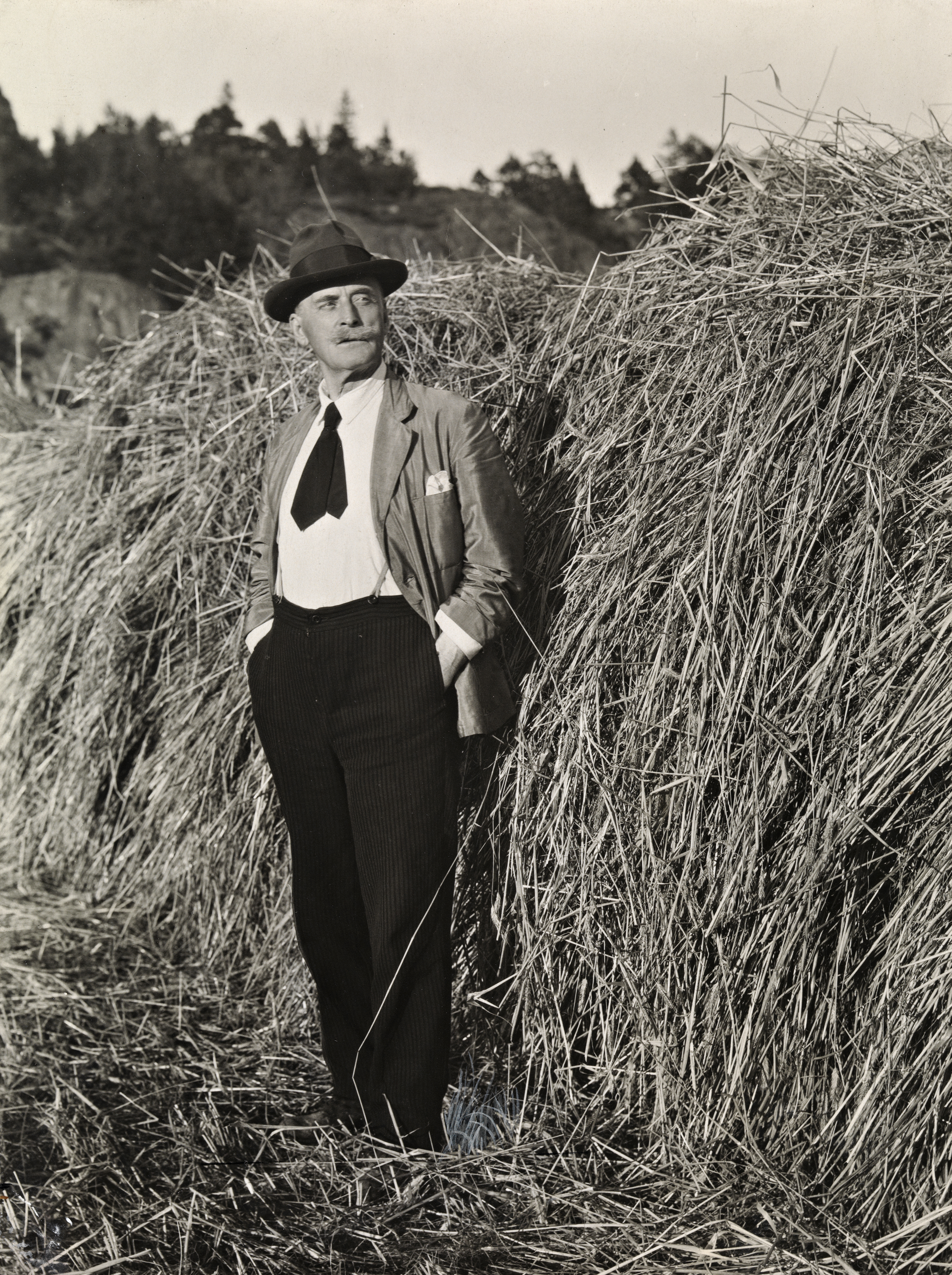
Knut Hamsun, ca. 1930

Zwervers (Noors: „Landstrykere“) is een roman van de Noorse schrijver en Nobelprijswinnaar Knut Hamsun, verschenen in 1927. Zwervers maakt samen met de romans August (1930) en Maar het leven leeft (1933) deel uit van Hamsuns zogenaamde “Zwerverstrilogie”. De streek waar de romans zich afspelen is wederom Noord-Noorwegen.

## De persoon August
De drie romans, die elk een afgerond geheel vormen, worden bijeen gehouden door de figuur van August. August is een roekeloze, goed van de tongriem gesneden humoristische volksjongen en avonturier, die overal waar hij verschijnt leven in de brouwerij brengt. Hij is een onverstoorbare optimist, met praktische talenten en een flinke dosis bluf, die zijn gebreken en tekortkomingen moet verbergen. Als exponent van de “nieuwe tijd” heeft August voor Hamsun een sterke symboolfunctie: als aanstichter en later spil van die nieuwe tijd wordt hij uiteindelijk, zo schrijft Hamsun-kenner Amy van Marken, “tot haar dienende geest, in positieve zowel als negatieve zin”.

## Intrige Zwervers
De belangrijkste intrige van de roman Zwervers concentreert zich vooral op de vriendschap tussen August en de trouwhartige Edevart en de tragische liefdesgeschiedenis tussen Edevart en de getrouwde Louise Margrete, moeder van twee kinderen. Deze hoofdpersonen tonen zich alle drie op hun eigen wijze zwervers. August is de zwerver per definitie, zonder binding; Edevart wordt zwerver tegen wil en dank, eerst als hij zich door August als marskramer op sleeptouw laat nemen en later als hij zich door Louise Margrete mee laat lokken naar Amerika; Louise Margrete zoekt na hun terugkeer uit Amerika vergeefs weer naar haar vroegere harmonische bestaan en raakt uiteindelijk steeds meer vervreemd van haar oorsprongsmilieu. Niettemin blijft ze haar vroegere eigen ik in schampere bewoordingen verloochenen.
Een belangrijk thema van de roman is het effect van de industrialisering op het leven in kleine Noorse gemeenschappen en de teloorgang van oude gewoonten en tradities, hetgeen met en rijke dosis humor wordt verteld.

## Vertaling
Zwervers werd in 2014 opnieuw in het Nederlands vertaald door Marianne Molenaar.